# バッコスの信女
『バッコスの信女』（バッコスのしんにょ、希: Βάκχαι, Bakchai, バッカイ、羅: Bacchae）は、古代ギリシアのエウリピデスによるギリシア悲劇の1つ。
アジアからテーバイへとやって来たバッコス（ディオニューソス）及びその信女たちと、テーバイの創建者カドモス、その娘アガウエー、その息子でテーバイの王であるペンテウス等とのやり取りを描く。コロス（合唱隊）は、テーバイまでディオニューソスに付き従ってきた信女達。
紀元前407年頃、最晩年にマケドニアで書かれた作品と考えられる。

## 主な登場人物
ペンテウス - テーバイの王。
ディオニューソス - カドモスの娘セメレーと、ゼウスの間の子。ペンテウスからは従兄弟にあたる。
カドモス - テーバイの始祖。ペンテウスの祖父で、アガウエーの父にあたる。
テイレシアース - テーバイの預言者。
アガウエー - ペンテウスの母。ディオニューソスにより狂気の状態にある。

## あらすじ
ディオニューソスはテーバイの王家、カドモスの娘セメレーと、ゼウスの間に生まれた子供である。ゼウスの妻、ヘーラーの姦計により、セメレーはディオニューソスを産み落とす前に非業の死を遂げ、ディオニューソスはゼウスによって保護され、この世に生まれ出でた。セメレーの死後、その姉妹たち（アガウエー、アウトノエー、イーノー）は、セメレーがゼウスに愛されたと嘘をついたため、罰を受けて死んだのだと声高に主張した。そのことに怒ったディオニューソスは、自ら信女達を率いてテーバイに現れ、さらに町中の女達を狂気に陥らせて文明的な生活から切り離し、キタイローン山中にて生活させていた。
アガウエーの息子、テーバイ王ペンテウスは、ディオニューソスの祭儀を淫らでいかがわしいものと決め付けてそれを行なわず、更にディオニューソスの怒りを買った。ペンテウスの祖父であるカドモスと、テーバイの預言者テイレシアースはそれを諌めるが、ペンテウスは聞く耳を持たない。
ディオニューソスは、信女を率いる人間の指導者として姿を現し、ペンテウスに捕縛される。問答を続けるうち、ペンテウスは山で淫らな行為に耽っているであろう女達の様子を見に行きたいという衝動を抑えきれなくなり、ディオニューソスに言われるがまま、信女の格好をし、キタイローン山へと導かれる。高い樹の上から女達を覗き見ているところで、ディオニューソスが女達に、覗き見している者がいることを告げる。アガウエーをはじめとする女達はディオニューソスに与えられた狂気のままに、ペンテウスを獣だと思い込んだまま、素手で八つ裂きにして殺害する。
使者がその様子をカドモスに語り、直後にアガウエーは自らが狩り取った「獲物」であるペンテウスの首を手に意気揚々とテーバイの町に戻る。アガウエーは自らの力で獅子を狩ったとして息子にも見せようとペンテウスを呼ぶ。しかし、そこでカドモスと話すうちにディオニューソスによる狂気が解け、自分が殺したのが息子であることを自覚し、悲嘆にくれる。最後にアガウエーと姉妹達は町から追放されることとなり、ディオニューソスは、カドモスと妻のハルモニアーが蛇に姿を変えられるだろうと宣告する。

## 日本語訳
- 『世界古典文学全集9　エウリピデス』 「バッコスの信女」、筑摩書房、1965年 - 各・松平千秋訳
  - 文庫版『ギリシア悲劇Ⅳ エウリピデス（下）』 ちくま文庫、1986年。ISBN 978-4480020147
  - 『ギリシア悲劇全集 第4巻 エウリピデス篇Ⅱ』 人文書院、1960年
  - 『世界文学全集 1 オデュッセイア 古典悲劇集』 集英社、1974年
  - 『世界文学大系2　ギリシア・ローマ古典劇集』 筑摩書房、1959年
  - 『筑摩世界文学大系4　ギリシア・ローマ古典劇集』 筑摩書房、1974年
- 『ギリシア悲劇全集9　エウリーピデースⅤ』 「バッカイ」、逸身喜一郎訳、岩波書店、1992年
  - 文庫版『バッカイ　バッコスに憑かれた女たち』 岩波文庫、2013年。ISBN 978-4003210635
- 『エウリピデス 悲劇全集 4』 京都大学学術出版会〈西洋古典叢書〉、2015年。ISBN 978-4876984893
  - 「バッコス教の信女たち」 丹下和彦訳
- 『古典劇大系 第二卷 希臘篇（2）』 村松正俊訳、近代社、1925年
  - 『世界戯曲全集 第一卷 希臘篇』 近代社、1927年
- 『ギリシャ悲劇全集Ⅳ エウリーピデース編〔Ⅱ〕』 内山敬二郎訳、鼎出版会、1978年